# اکسیر عشق

جلد اپرانامه اکسیر عشق - چاپ و ویرایش: انتشارات ریکوردی

اکسیر عشق (به ایتالیایی: L'elisir d'amore) یک اپرای کمدی در دو پرده می‌باشد که توسط آهنگساز ایتالیایی، گائتانو دونیزتی، ساخته شده‌است و اپرانامه آن اثر فلیس رومانی می‌باشد.
اکسیر عشق، که ظرف ۶ هفته ساخته شد، برای اولین بار به تاریخ ۱۲ مه ۱۸۳۲ در Teatro della Conbbiana, به روی صحنه رفت و بسیار مورد توجه قرار گرفت؛ بین سالهای ۱۸۳۸ تا ۱۸۴۸، پر اجراترین اپرا در ایتالیا بود و همچنان نیز محبوبیت خود را در صحنه‌های بین‌المللی حفظ کرده‌است. امروزه این اثر، یکی از پرطرفدارترین اپراهای دونیزتی بوده و در لیست پر اجراترین اپراها در سراسر دنیا، رتبه سیزدهم را به خود اختصاص داده‌است (بین سالهای ۲۰۱۳–۲۰۰۸).
همچنین آریتای اونا فورتیوا لاگریما، که در صحنه دوم پرده دو خوانده می‌شود، بسیار محبوب و شناخته شده بوده و در بسیاری از کنسرتها، به تنهایی اجرا می‌شود.
در اصل، دونیزتی، این اپرا را به شکلی رمانتیک تر از نسخه قبلی آن - که Le philtre با آهنگسازی «دنیل ابر» و اپرانامه «یوجین اسکرایب» بود، درآورد. او، در اکسیر عشق؛ سه دوئت بزرگ بین تنور و سوپرانو را به نمایش می‌گذارد. همچنین بخشی از زندگی وی، شبیه به رویدادی در این داستان رقم می‌خورد؛ چرا که دونیزتی هم به خدمت سربازی نمی‌رود و دوران خدمتش توسط بانوی ثروتمندی خریداری می‌شود.

## نقش‌ها
| نقش                                      | نوع صدا |
| ---------------------------------------- | ------- |
| نمورینو؛ یک روستایی ساده و دلباخته آدینا | تنور    |
| آدینا؛ یک زمین‌دار ثروتمند                | سوپرانو |
| بلکور؛ یک گروهبان                        | باریتون |
| دکتر دولکامارا؛ یک طبیب سیار             | باس     |
| جانیتا؛ دوست آدینا                       | سوپرانو |
| گروه کر روستاییان و سربازان جوخه بلکور   |         |

## خلاصه

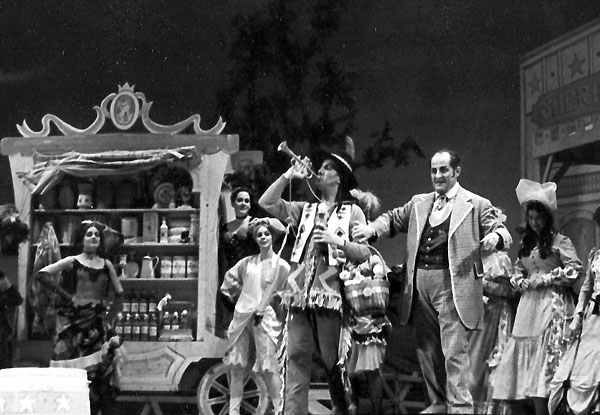
اکسیر عشق در حال نمایش

مکان: روستایی در سرزمین باسک (منطقه بزرگتر)
زمان: اواخر قرن هجدهم

### پرده یک
نمورینو، یک روستایی فقیر، عاشق آدینای ثروتمند است و از بی‌تفاوتی‌های این دختر زیبا نسبت به خودش، عذاب می‌کشد. او داستان تریستان و ایزولد را - هنگامی که آدینا برای خدمتگزارانش می‌خوانده - می‌شنود و به این باور می‌رسد که با یک معجون جادویی می‌تواند قلب آدینا را تصرف کند. گروهبان بلکور از خود راضی، با افرادش به آنجا می‌آید و در حضور همگان، عشقش را به آدینا ابراز می‌دارد و از او خواستگاری می‌کند؛ آدینا پاسخ می‌دهد که عجله ایی برای ازدواج ندارد، اما در موردش فکر خواهد کرد. پس از این، آدینا بدور از چشم بلکور، حرفهای او را به مسخره می‌گیرد. با اینحال نمورینو بسیار نگران است و وقتی با دخترک تنها می‌شود، احساساتش را بیان می‌کند. آدینا هم اهمیتی نمی‌دهد و می‌گوید بهتر است به جای این، به فکر عموی بیمارش باشد، یا اینکه مثل خود آدینا، هر روز عاشق یک نفر باشد؛ نمورینو اما در پاسخ می‌گوید که این بار اولیست که عاشق شده و هیچگاه این عشق را فراموش نخواهد کرد.
دولکامارا، که خود را طبیبی همه چیز دان می‌نامد، جار زنان وارد می‌شود و اعلام می‌کند معجونی دارد که می‌شود هر دردی را با آن درمان کرد. نمورینو، معصومانه و با خجالت، از وی می‌پرسد که آیا از همان معجونهایی که در داستان تریستان و ایزولد بود، دارد؟! دولکامارا هم که تا به حال این اسم اصلاً به گوشش نخورده بوده، کم نمی‌آورد و از شم بازاریابی اش استفاده کرده و بطری شراب ارزانقیمتی را به جوان ساده دل نشان می‌دهد و می‌گوید این دقیقاً همان چیزیست که دنبالش است؛ سپس در ازای این " اکسیر عشق "، تمامی پولی را که تا به آن روز نمورینو پس‌انداز کرده بوده، از وی می‌گیرد.
دولکامارا به جهت اینکه وقت کافی برای گریز از مهلکه داشته باشد و بتواند به قدر کافی از آنجا دور شود، به نمورینو می‌گوید که این اکسیر بعد از ۲۴ ساعت اثر خواهد کرد؛ نمورینو هم بی‌درنگ شربت عشق را سر می‌کشد که تا فردا تأثیر خود را بگذارد. کمی بعد آدینا سر می‌رسد؛ سر مستی ناشی از شراب، باعث می‌شود که مرد فقیر و بی نصیب از دنیا، جلوی آدینای ثروتمند و زیبا، بی‌تفاوت و جسور ظاهر شود و کاملاً مطمئن باشد که روز بعد، بی هیچ دردسری، آدینا مغلوب عشق او خواهد شد. آدینا از این رفتار غیرمعمول نمورینو بسیار دلخور می‌شود و تصمیم به تنبیه او می‌گیرد؛ بنابراین، وقتی بلکور بازمی‌گردد، مدام برایش عشوه گری می‌کند و به درخواست ازدواجش هم، پاسخ مثبت می‌دهد؛ اما این در حالیست که جرقه‌های عشق نمورینو را در دل خود احساس می‌کند.
آدینا از بلکور می‌خواهد که ظرف ۶ روز عروسیشان را بپا کنند؛ نمورینو اما، با اعتماد به نفس کامل و مطمئن از تأثیر جادویی اکسیر عشق، فقط می‌خندد و منتظر فردا می‌ماند. به بلکور خبر می‌رسد که فردا باید برای انجام مأموریتی، آنجا را ترک کند؛ آدینا هم بلافاصله از بلکور می‌خواهد که همان روز عروسی کنند. نمورینو شوکه می‌شود و از آدینا خواهش می‌کند که فقط یک روز دیگر صبر کند؛ اما آدینا بی‌توجه به التماس‌های او، همگان را به جشن عروسی دعوت می‌کند؛ نمورینو هم با اشک و زاری، پی دکتر دولکامارا می‌رود تا از او کمک بگیرد.

### پرده دو
جشن عروسی شروع شده؛ دکتر دولکامارا آدینا را تشویق می‌کند که با هم یک آواز دو نفره بخوانند تا مهمانها سرگرم شوند. دفتردار می‌آید تا ازدواج را به ثبت برساند. آدینا چشم براه نمورینوست؛ او همه این ماجراها را به خاطر گوشمالی دادن نمورینو راه انداخته و حالا از اینکه او هنوز نیامده غمگین است. مدعوین گرد هم میایند تا شاهد عقد باشند؛ دکتر دولکامارا هم به گوشه ایی می‌خزد و با انواع غذاها و نوشیدنی‌ها پذیرائی مفصلی از خود می‌کند. نمورینو سر می‌رسد و با دیدن دفتر دار بسیار مأیوس می‌شود و احساس می‌کند برای همیشه آدینا را از دست داده؛ او دیوانه وار سراغ دولکامارا می‌رود و از او تمنا می‌کند که این بار معجونی قوی تر و زود اثرتر به او بدهد. دولکامارا که همواره به حس انساندوستی و یاری‌رسانی خود می‌بالیده، وقتی متوجه می‌شود که نمورینو پولی در بساط ندارد، رفتارش را عوض می‌کند و حرفهای مرد عاشق را نادیده می‌گیرد؛ او در آخر، یک ساعت به نمورینو فرصت می‌دهد تا مبلغ مورد نظر برای خرید اکسیر عشق را تهیه کند.
همچنان که آدینا امضای عقد را به تأخیر می‌اندازد، بلکور در افکار خود غوطه ور است که دلیل آن عجله برای براه انداختن عروسی و این تعلل برای امضاء عقدنامه چیست! او سپس متوجه اندوه عمیق نمورینو می‌شود و دلیلش را می‌پرسد؛ نمورینو پاسخ می‌دهد که نیاز به مقداری پول دارد. بلکور به او پیشنهاد پیوستن به ارتش را می‌دهد که در اینصورت پول خوبی دریافت خواهد کرد؛ او با تعریف و تمجید از مزایای پیوستن به ارتش، سعی می‌کند که نمورینو را هر چه بیشتر به این کار ترغیب کند؛ اما نمورینو فقط به فکر خرید معجون عشق و تصرف قلب آدیناست و اینکه وقت بسیار کمی برایش باقی‌مانده‌است. بلکور قرارداد را به نمورینو می‌دهد و او هم باخوشحالی امضاء می‌کند و پول را گرفته، شتابان به سوی خرید معجون می‌رود. بلکور باز هم گیج می‌شود که چطور امضأ قرارداد رفتن به جنگ، نمورینو را این‌گونه سرحال و شاداب کرده‌است!
دوست آدینا، جانیتا، در حال خبرپراکنی در بین زنان دهکده است و از آنان می‌خواهد که اینرا به صورت یک راز پیش خود نگاه دارند؛ این خبر حکایت از فوت عموی نمورینو و رسیدن ارثیه ایی هنگفت به وی دارد؛ هنوز آدینا و نمورینو از این خبر آگاه نشده‌اند. نمورینو تمام پولی را که بابت پیوستن به ارتش دریافت کرده بوده، برای گرفتن معجونهای تقلبی دکتر دولکامارا خرج کرده و امیدوار است که اینبار اثر معجزه آسای آن را ببیند.
نمورینو وارد می‌شود؛ او به محض ورود، با استقبال گرم و بسیار صمیمانه زنان و دختران مواجه می‌شود. او از اینکه پولش به هدر نرفته، بسیار خوشحال می‌شود و این را اثباتی بر اثرات شگفت‌انگیز اکسیر عشق می‌داند. آدینا متوجه عشوه گری‌ها و پرسه زدن‌های زنان در اطراف نمورینو می‌شود و دلیل محبوبیت اخیر او را از دکتر دولکامارا جویا می‌شود. دولکامارا، بی‌خبر از عشق بین آدینا و نمورینو، برای آدینا توضیح می‌دهد که نمورینو عاشق زنیست که نسبت به او بی‌تفاوت است و تمامی پولی را که برای خدمت در ارتش گرفته، برای خرید معجون و بدست آوردن عشق آن زن، خرج کرده‌است. او دلیل این مقبولیت و محبوبیت را هم اثر معجزه آسای اکسیر عشق عنوان کرده و آدینا را نیز تشویق به خرید می‌کند. آدینا هم با اعتماد به نفس کامل پاسخ می‌دهد که به حد کافی زیبا هست که مردان را به خود جذب کند و هیچ نیازی به خوردن معجون ندارد. آدینا در درون، به عشق پاک نموریو پی می‌برد و از اینکه بارها او را دلشکسته و تحقیر نموده، شرمسار می‌شود. آدینا احساس می‌کند که خود نیز مدتهاست که عاشق نمورینوست و فقط به او فکر می‌کند.
نمورینو، بیرون خانه آدینا، تنها و افسرده‌است؛ او رفتارهای اخیر خود را ناشایست می‌داند و چشمان اشک آلود آدینا را، هنگامی که دختران دهکده دور و برش پرسه می‌زدند، نمی‌تواند از یاد ببرد و احساس گناه می‌کند؛ با اینکه این احساس به او می‌گوید که آدینا نیز به او علاقه‌مند است، اما نمی‌تواند خود را ببخشد. آدینا به کنارش می‌آید و می‌پرسد که چرا می‌خواهد روستایشان را ترک کند و در ارتش خدمت کند؛ نمورینو هم توضیح می‌دهد که به دنبال زندگی بهتریست. آدینا که دوره خدمت نمورینو را از گروهبان بلکور خریده بوده، برگه لغو خدمتش را به او نشان می‌دهد و می‌گوید که دیگر مجبور نیست که به ارتش برود و همین‌جا کسی هست که او را بسیار دوست دارد و می‌توانند در کنار هم خوشبخت باشند؛ او این را می‌گوید و برگه خرید سربازی را به نمورینو می‌دهد و می‌رود. نمورینو اما خوشحال نمی‌شود و اظهار می‌دارد که ترجیح می‌دهد در جنگ کشته شود تا اینکه بماند و ببیند معشوقه اش او را ترک کرده و با شخص دیگری زندگی می‌کند. بالاخره آدینا نمی‌تواند در مقابل احساسات پاک و بی‌دریغ جوان روستایی مقاومت کند و اعتراف می‌کند که او نیز عاشقش است و تا همیشه به او وفادار خواهد ماند. نمورینو به وجد میاید؛ دختر جوان از او خواهش می‌کند که رفتارهای غرورآمیز گذشته‌اش را ببخشد و نمورینو هم با بوسه ایی رضایت و شادی خود را نشان می‌دهد.
بلکور سر می‌رسد و ایندو را در آغوش یکدیگر می‌یابد. آدینا با دیدن او ابراز می‌دارد که عاشق نمورینوست و نمی‌تواند با شخص دیگری ازدواج کند؛ بلکور هم بدون هیچ ناراحتی می‌گوید که اصلاً برایش مهم نیست و هزاران زن دیگر در دنیا هستند که خواهان زندگی با وی می‌باشند. در آخر، همگان - از جمله آدینا و نمورینو - از ارثیه ایی که به نمورینو رسیده خبردار می‌شوند و دولکامارا هم از این فرصت طلایی برای فروش بیشتر معجون‌هایش استفاده می‌کند و می‌گوید: " با این اکسیر، نه تنها در عشق پیروز می‌شوید، بلکه ثروت زیادی هم بدست میاورید. " مردم هم برای خرید اکسیر عشق هجوم آورده و دولکامارا را بهترین طبیب می‌نامند.

## آریاهای قابل ذکر
پرده یک
- Quanto è bella, quanto è cara — نمورینو، صحنه اول
- Della crudele Isotta — آدینا، صحنه اول
- Come Paride vezzoso — بلکور، صحنه اول
- Udite, udite, o rustici — دکتر دالکامارا، صحنه دوم

پرده دو
- Io son ricco e tu sei bella - دالکامارا و آدینا، صحنه اول
- اونا فورتیوا لاگریما — نمورینو، صحنه دوم
- Prendi, per me sei libero — آدینا، صحنه دوم